# シャルロッテ・ベッカー
シャルロッテ・ベッカー（Charlotte Becker、1983年5月19日 - ）は、ドイツ、ダテルン出身の女子自転車競技選手。

## 来歴
ロードレースとトラックレースの兼用選手。
2000年
- ジュニア世界選手権自転車競技大会　個人追抜 3位

2001年
- ジュニア世界選手権自転車競技大会　個人追抜 3位

2004年
- ヨーロッパ自転車競技選手権大会（欧州選手権） U23部門・ポイントレース　優勝

2005年
- 欧州選手権 U23部門・ポイントレース　優勝

2006年
- ドイツ選手権 個人タイムトライアル(ITT) 優勝

2008年
- UCIトラックワールドカップ2007-2008
  - ロサンゼルス - スクラッチ 優勝
- トラックレース世界選手権 団体追抜 3位
- ドイツ選手権 個人追抜 優勝
- ホラント・レディス・ツアー 総合優勝
- ロードレース世界選手権 ITT 9位

2009年
- アルプシュタット 総合優勝

2010年
- ドイツ選手権
  - ロードレース 優勝
  - 個人追抜 優勝

2011年
- オープン・ド・スエド・ヴォルゴルダ チームタイムトライアル 優勝（+ ユーディト・アルント、エレオノラ・ファン・ダイク、アンバー・ネーベン）
- 欧州選手権 団体追抜 2位

2012年
- ロンドン五輪・団体追抜 8位
- オープン・ド・スエド・ヴォルゴルダ チームタイムトライアル 優勝（+ エレオノラ・ファン・ダイク, アンバー・ネーベン, イナ＝ヨーコ・トイテンベルク )
- ロードレース世界選手権・チームタイムトライアル 優勝（アンバー・ネーベン、エヴェリン・スティーヴンス、イナ＝ヨーコ・トイテンベルク、エレオノラ・ファン・ダイク、トリクシー・ヴォラク）